# Marc Dülsen
Marc Dülsen (* 30. Juli 1985 in Stuttgart) ist ein ehemaliger deutscher Triathlet und Ironman-Sieger (2016).

## Werdegang
Dülsen wurde 2011 als Amateur Zweiter in der Altersklasse M25–29 beim Ironman Germany in Frankfurt am Main und Dritter beim Ironman Hawaii (Gesamtrang: 52).

### Europameister Triathlon-Mitteldistanz 2012
2012 wurde er auf der Mitteldistanz Europameister der gleichen Altersklasse.

### Triathlon-Profi seit 2013
In seiner ersten Saison als Profi wurde er beim Ironman Arizona 2013 nach 8:14:29 h Siebter und stellte seine persönliche Bestzeit auf.
Bei der Ironman European Championship 2014 wurde Dülsen als Siebter drittbester Deutscher hinter dem amtierenden Sieger des Ironman Hawaii, Sebastian Kienle und dem Olympiasieger Jan Frodeno.
Beim Ironman 70.3 (halbe Ironman-Distanz) in Miami im Oktober 2014 erreichte er den fünften Platz.
Im September 2016 konnte er als erster Deutscher die sechste Austragung des Ironman Wales gewinnen. Für 3,8 km Schwimmen, 180 km Radfahren und 42 km Laufen (Marathonlauf) benötigte Dülsen 9:01:39 h. Damit sicherte er sich den Sieg vor dem Briten Philip Graves.
Mit dem Ziel, sich erstmals als professioneller Triathlet für den Ironman Hawaii (Ironman World Championships) zu qualifizieren, wechselte Marc Dülsen zu Beginn der Saison 2017 ins österreichische Pro Team Mohrenwirt. Zum Saisonauftakt bestritt der Wahl-Freiburger den Ironman 70.3 in Texas sowie die nordamerikanischen Meisterschaften beim Ironman Texas. Mit einer Zeit von 8:07:25 h konnte er hier seine persönliche Bestleistung aus dem Jahre 2013 deutlich unterbieten.
Mit einem dritten Platz bei seinem Heimrennen, dem Ironman 70.3 Kraichgau konnte er im Juni 2017 seinen bislang größten Erfolg auf der Mitteldistanz feiern.
Marc Dülsen wird trainiert von Ben Reszel.

Im Juli 2018 wurde der 32-Jährige nach 8:02:54 h mit neuer persönlicher Bestzeit auf der Langdistanz Zweiter beim Ironman UK. Aufgrund von Waldbränden musste die Radstrecke von 112 auf 95 Meilen verkürzt werden.

## Sportliche Erfolge
| Datum/Jahr    | Rang | Wettbewerb             | Austragungsort        | Zeit     | Bemerkung                                                                            |
| ------------- | ---- | ---------------------- | --------------------- | -------- | ------------------------------------------------------------------------------------ |
| 11. Juni 2017 | 3    | Ironman 70.3 Kraichgau | Ubstadt-Weiher        | 04:07:06 | Dritter nach verlorenem Zielsprint hinter Sebastian Kienle und Markus Rolli          |
| 26. Okt. 2014 | 5    | Ironman 70.3 Miami     | Miami                 | 03:49:07 | Persönliche Bestzeit auf der Mitteldistanz und schnellste Radzeit im kompletten Feld |
| 10. Aug. 2014 | 1    | Summertime Triathlon   | Karlsdorf-Neuthard    | 01:54:34 | Dritter Sieg in Folge auf der olympischen Distanz                                    |
| 15. Juni 2014 | 6    | Ironman 70.3 Kraichgau | Ubstadt-Weiher        | 04:10:07 | Deutsche Meisterschaft Mitteldistanz                                                 |
| 24. Mai 2014  | 10   | Ironman 70.3 Austria   | St. Pölten            | 03:58:25 |                                                                                      |
| 18. Mai 2014  | 1    | mz3athlon              | Steinheim an der Murr | 01:21:07 | Sieger auf der heavy-Distanz (700 m Schwimmen 30 km Radfahren und 7,5 km Laufen)     |
| 10. Juni 2012 | 13   | Challenge Kraichgau    | Ubstadt-Weiher        | 04:07:38 | Europameister in der AK 25–29 auf der Mitteldistanz.                                 |

| Datum/Jahr    | Rang | Wettbewerb      | Austragungsort    | Zeit     | Bemerkung                                                                           |
| ------------- | ---- | --------------- | ----------------- | -------- | ----------------------------------------------------------------------------------- |
| 5. Sep. 2021  | 12   | Challenge Roth  | Roth              | 07:57:40 | verkürzte Raddistanz                                                                |
| 4. Aug. 2018  | 2    | Ironman Tallinn | Tallinn           | 08:06:16 |                                                                                     |
| 15. Juli 2018 | 2    | Ironman UK      | Bolton            | 08:02:54 | persönliche Bestzeit auf der Langdistanz                                            |
| 14. Okt. 2017 | 18   | Ironman Hawaii  | Hawaii            | 08:33:20 | erster Start auf Hawaii als Profi                                                   |
| 22. Apr. 2017 | 10   | Ironman Texas   | The Woodlands     | 08:07:25 | bei den nordamerikanischen Meisterschaften                                          |
| 18. Sep. 2016 | 1    | Ironman Wales   | Tenby             | 09:01:39 | Erster Sieg als Profi bei einem Ironman-Wettkampf                                   |
| 28. Aug. 2016 | 6    | Ironman Vichy   | Vichy             | 08:25:20 |                                                                                     |
| 3. Juli 2016  | 9    | Ironman Germany | Frankfurt am Main | 08:26:59 | Ironman European Championship                                                       |
| 16. Nov. 2014 | 7    | Ironman Arizona | Tempe             | 08:18:39 |                                                                                     |
| 6. Juli 2014  | 7    | Ironman Germany | Frankfurt am Main | 08:28:30 | Ironman European Championship                                                       |
| 17. Nov. 2013 | 7    | Ironman Arizona | Tempe             | 08:14:29 |                                                                                     |
| 14. Juli 2013 | 17   | Challenge Roth  | Roth              | 08:32:05 |                                                                                     |
| 8. Okt. 2011  |      | Ironman Hawaii  | Hawaii            | 09:05:27 | Erster Start bei der Ironman World Championship und dritter Platz in der AK M25–29  |
| 24. Juli 2011 |      | Ironman Germany | Frankfurt am Main | 09:05:20 | Zweiter Platz bei der Ironman European Championship in der Altersklasse (AK) M25–29 |

| Datum/Jahr    | Rang | Wettbewerb         | Austragungsort | Zeit  | Bemerkung         |
| ------------- | ---- | ------------------ | -------------- | ----- | ----------------- |
| 23. März 2013 | 1    | Hermann-Hesse-Lauf | Calw           | 32:41 | Sieger über 10 km |

(DNF – Did Not Finish)